# 1997年の日本プロ野球
1997年の日本プロ野球（1997ねんのにほんぷろやきゅう）では、1997年の日本プロ野球（NPB）における動向をまとめる。この年から、年間27回総当たり・135試合制に移行。ホーム・ビジターの試合数が隔年で1試合多く組まれるチームが発生する。

## できごと

### 1月
- 1月9日
  - 西武ライオンズの長見賢司と横浜ベイスターズのデニー友利の交換トレードが成立したと西武、横浜両球団が発表[1]。
- 1月14日
  - 近鉄バファローズの石井浩郎と読売ジャイアンツの石毛博史・吉岡佑弐の交換トレードが成立したと近鉄、巨人両球団が発表[2]。
- 1月22日
  - 野球殿堂入りを決める競技者表彰委員会による記者投票の開票が行われ、大杉勝男を選出[3]。

### 3月
- 3月31日
  - 中日ドラゴンズが近鉄の光山英和を金銭トレードで獲得したと発表[4]。

### 4月
- 4月4日
  - セ・リーグの公式戦が開幕[5]。
  - ヤクルトスワローズの小早川毅彦が開幕試合の東京ドームでの対巨人1回戦にて斎藤雅樹から3打席連続本塁打を放つ。開幕戦での3打席連続本塁打は54年南海の森下重好、79年大洋の田代富雄に次ぎ史上3人目[6]。
- 4月5日
  - パ・リーグ公式戦が開幕[7]。
- 4月7日
  - 国際問題研究委員会が開かれ、日本のプロ野球界からメジャー・リーグへ移籍に関して「任意引退」での移籍は今後認めない方針を決定[8]。
- 4月9日
  - 巨人の川相昌弘が東京ドームでの対中日1回戦の1回裏に犠打を決め、プロ通算400犠打を達成[9]。
  - 中日の金村義明と西武の小野和義の交換トレードが成立したと中日、西武両球団が発表[10]。
- 4月16日
  - 近鉄の清川栄治が大阪ドームでの対福岡ダイエーホークス2回戦の7回表に救援で登板し、424試合連続救援登板のプロ野球新記録（当時）[11]。
  - ヤクルトは明治神宮野球場での対横浜2回戦に14-8で勝利し、監督の野村克也が監督として通算1000勝を達成[12]。
  - 広島市民球場での広島東洋カープ対巨人2回戦で、広島の野村謙二郎がこの試合に出場し、プロ通算1000試合出場を達成。史上339人目[13]。また、広島の大野豊がこの試合に先発してシーズン初勝利を挙げ、41歳7か月のセ・リーグ最年長勝利投手となった（当時）[14]。
- 4月24日
  - 日本ハムファイターズは東京ドームでの対ダイエー6回戦に6-5でサヨナラ勝ち。22日からのダイエー3連戦を全てサヨナラ勝ち。パ・リーグでは3試合連続サヨナラ勝ちは3度目、同一カードでのサヨナラ3連勝は史上初[15]。
- 4月27日
  - 巨人の松井秀喜が東京ドームでの対広島6回戦の5回裏無死二塁の場面で9号2点本塁打を打ち、プロ通算100本塁打を達成[16]。
- 4月29日
  - 横浜のロバート・ローズが横浜スタジアムでの対ヤクルト4回戦でサイクル安打を達成。95年5月2日対中日戦以来2度目[17]。
  - 阪神タイガースの和田豊が東京ドームでの対巨人4回戦の1回表に二塁打を打ち、開幕21試合連続安打のプロ野球新記録[18]。

### 5月
- 5月1日
  - 中日の前田幸長が浜松球場での対広島5回戦の1回表にセ・リーグワーストタイとなる1イニング5与四球を記録。リーグ史上10人目[19]。
  - 近鉄がシンシナティ・レッズのジョニー・ラフィンと契約したと発表。背番号は44[20]。
- 5月5日
  - ヤクルトの池山隆寛が神宮球場での対中日6回戦の6回裏に4号3点本塁打を放ち、プロ通算250本塁打を達成。史上37人目[21]。
- 5月7日
  - 福岡ドームでのダイエー対西武5回戦で、西武は21-0で勝利。西武はこの試合でプロ野球新録となる29安打[22]、プロ野球史上6度目の毎回得点を記録[23]。
  - 中日の中村武志がナゴヤドームでの対阪神4回戦の三回裏に5号2点本塁打を打ち、プロ通算100本塁打を達成[24]。
  - ヤクルトの古田敦也が神宮球場での対巨人4回戦の七回裏に4号本塁打を打ち、プロ通算100本塁打を達成[24]。
- 5月11日
  - 中日の大豊泰昭がナゴヤドームでの対広島8回戦の8回裏に4号3点本塁打を打ち、プロ通算200本塁打を達成[25]。
- 5月15日
  - 阪神はマイク・グリーンウェルが記者会見を開き、現役引退を表明。10日の巨人戦で右足甲の骨折が判明し、球団に対し退団を申し入れて了承されたため。会見で「長い時間をかけて背中と腰を直してきたのに今度は足の甲を骨折し、これで終わりという神のお告げだと感じた」と語る[26]。
- 5月16日
  - ヤクルトの野村克也監督が阪神甲子園球場での対阪神7回戦に勝利し、監督としてセ・パ両リーグ500勝を達成。史上5人目[27]。
- 5月20日
  - 千葉ロッテマリーンズの西村徳文が今季限りで現役引退することが明らかになる[28]。
- 5月22日
  - 西武の鈴木健が西武球場での対ダイエー7回戦の七回裏に二塁ゴロを打ち1打点を挙げ、パ・リーグタイ記録となる11試合連続打点を達成[29]。
- 5月27日
  - 中日のアロンゾ・パウエルが甲子園球場での対阪神9回戦の二回表に7号本塁打を打ち、プロ野球通算100本塁打を達成[30]。
  - 東京ドームでの日本ハム対ダイエー7回戦で日本ハムがダイエーに2-1とサヨナラ勝ちし、ダイエー戦に4試合連続サヨナラ勝ちを記録し、同一カード４試合連続サヨナラ勝ちのプロ野球新記録を達成[31]。
- 5月28日
  - 日本ハムの落合博満が東京ドームでの対ダイエー8回戦の一回裏に安打を打ち、パ・リーグ在籍通算1000安打を記録し、大杉勝男に次いて2人目のセ・パ両リーグで1000安打を達成[32]。
  - 巨人がミネソタ・ツインズ傘下のAAA級ソルトレイク・バズのペドロ・カステヤーノの入団を発表。背番号は24[33]。
- 5月29日
  - ロッテの伊良部秀輝がニューヨーク・ヤンキースへ移籍（伊良部メジャーリーグ移籍騒動）。

### 6月
- 6月3日
  - 中日の大豊泰昭がナゴヤドームでの対横浜8回戦で1試合5三振[34]。
- 6月5日
  - セ・リーグ審判のマイケル・ディミューロがセ・リーグ会長の川島広守に対し米国への帰国を申し入れて了承される。主審を務めた5日の中日対横浜戦9回でストライクの判定を下した大豊泰昭がジャッジに不満でディミューロに執拗に抗議し退場を命じるが、大豊がディミューロの胸を肘でついたため「暴力を振るわれたりコーチに囲まれるのは初めて。身体的な危険を感じた」とリーグに対し休養を申し入れていた[35]。
- 6月7日
  - 阪神は旭川での対横浜8回戦で1試合6本塁打を記録[36]。
  - 巨人がニューヨーク・ヤンキース傘下のAAA級コロンバス・クリッパーズのデーブ・パブラスと正式契約を結んだと発表。登録名はデビットで、背番号は67[37]。
  - 阪神がピッツバーグ・パイレーツ傘下のAAA級カルガリー・キャノンズのリード・シークリストと契約したと発表[38]。
- 6月10日
  - 近鉄の石毛博史が大阪ドームでの対西武10回戦に先発し、パ・リーグ史上初となる初回先頭打者からの5連続与四球を記録[39]。
- 6月14日
  - 日本ハムの金子誠が西武球場での対西武13回戦で1試合5三振を記録。史上8人目[40]。
- 6月21日
  - 日本ハムのナイジェル・ウィルソンが大阪ドームでの対近鉄12回戦で4打席連続本塁打を記録[41]。
- 6月25日
  - オリックス・ブルーウェーブのイチローが東京ドームでの対日本ハム14回戦の第3打席で下柳剛に三振を喫し、連続無三振の記録が216で止まる[42]。
- 6月26日
  - 巨人の斎藤雅樹が横浜スタジアムでの対横浜14回戦に先発し8回と3分の1回を投げ、プロ通算2000投球回を達成[43]。
  - 阪神がオリックスの本西厚博を金銭トレードで獲得したと発表[44]。
- 6月27日
  - 近鉄のボブ・ミラッキが西武球場での対西武13回戦に先発し、1回裏に1イニング被安打10、1イニング投球数60のパ・リーグ新記録[45]。

### 7月
- 7月3日
  - 中日の大豊泰昭がナゴヤドームでの対横浜14回戦の試合終了後、観客から野次を飛ばされた事に怒り金網のついた客席に向けてバットを投げつける[46]。
- 7月4日
  - 巨人の岡島秀樹が甲子園球場での対阪神14回戦に先発し三回裏に振り逃げ1（記録は三振と暴投）を含む1回4奪三振を記録。プロ野球史上5人目[47]。
  - 中日は球団代表の伊藤修が神宮球場で記者会見し、3日の試合後に野次を飛ばした観客に向けてバットを投げつた大豊泰昭に対し3日間の試合出場停止の処分を課したと発表。また大豊への野次が「台湾へ帰れ」という内容だったため、「民族の尊厳にかかわるような悪質なやじは慎んでほしい」と語る[48]。
- 7月10日
  - 大阪ドームでの近鉄対西武17回戦で、九回表西武が無死一、二塁の場面で二塁走者の奈良原浩が捕手からの牽制で帰塁し塁審の丹波幸一はアウトと判定し、奈良原はこの判定に怒り丹波の胸をついて抗議し、丹波は奈良原を退場処分とする。西武監督の東尾修が抗議し、試合終了後に丹波に詰め寄り胸ぐらを掴み右足を蹴ったため、丹波は東尾を試合終了後ながら退場を命じる[49]。
- 7月11日
  - パ・リーグは10日の試合で審判の判定に抗議した際暴行を働いて退場処分を受けた西武の奈良原浩と監督の東尾修に対し、それぞれ1試合の出場停止、3試合の出場停止と制裁金10万円の処分を下したと発表[50]。
- 7月15日
  - 中日の山本昌がナゴヤドームでの対広島15回戦の3回表に黒田博樹から三振を奪い、プロ通算1000奪三振を達成[51]。
- 7月17日
  - 広島の前田智徳がナゴヤドームでの対中日17回戦の1回表に7号本塁打を打ち、プロ通算100本塁打を達成[52]。
- 7月21日
  - 中日の山本昌が甲子園球場での対阪神20回戦に先発して7回1失点で12勝目を挙げ、プロ通算100勝を達成[53]。

### 8月
- 8月2日
  - 巨人は甲子園球場での対阪神18回戦の8回裏に球団タイ記録となる1回10被安打[54]。
- 8月3日
  - 巨人の斎藤雅樹が甲子園球場での対阪神19回戦の三回裏に桧山進次郎から三振を奪い、プロ通算1500奪三振を達成[55]。
- 8月5日
  - 大阪ドームでの巨人対ヤクルト19回戦で、ヤクルト先発の吉井理人が3回裏にバックネット裏の観客から赤いレーザーポインターで右眼を照射されたと審判に申し入れる。これを受けて「プレーの妨げになるのでやめてください」という場内アナウンスが流される[56]。
- 8月7日
  - 横浜の佐々木主浩が横浜スタジアムでの対阪神17回戦の8回途中から救援登板して23セーブ目を挙げ、プロ通算150セーブを達成[57]。
- 8月10日
  - 巨人の広沢克己が東京ドームでの対中日21回戦の4回裏に山本昌から安打を打ち、プロ通算1500安打を達成[58]。
- 8月16日
  - 横浜の佐々木主浩が東京ドームでの対巨人18回戦の10回裏から登板して28セーブを挙げ、セ・リーグ新記録となる通算193セーブポイントを達成[59]。
- 8月22日
  - 中日の立浪和義がナゴヤドームでの対阪神21回戦で1回裏に二塁打、3回裏に12号本塁打、5回裏に安打、6回裏に三塁打を打ち、サイクルヒットを達成[60]。
  - 巨人の清原和博が横浜スタジアムでの対横浜20回戦に四番・一塁で先発出場し、プロ通算1500試合登板を達成[61]。
- 8月24日
  - 大阪ドームでの近鉄対ロッテ22回戦で近鉄がプロ野球史上46年ぶり3度目、パ・リーグ史上初めての10点差逆転勝利を達成。近鉄が延長12回裏11-10でサヨナラ勝ち[62]。
- 8月25日
  - ダイエーの村田兆治投手コーチが急性心筋梗塞の手術の為入院[63]。
- 8月28日
  - 横浜の佐々木主浩がナゴヤドームでの対中日22回戦の九回裏途中から登板して33セーブ目を挙げ、プロ野球新記録となる15試合連続セーブを達成[64]。
- 8月29日
  - ヤクルトのドゥエイン・ホージーがナゴヤドームでの対中日22回戦の1回表、一死二塁の場面で適時二塁打を打つが、中日の一塁手の大豊泰昭がホージーが一塁ベースを踏んでいないと審判にアピールして認められたため、ホージーの二塁打は投手ゴロとなる[65]。
- 8月30日
  - ロッテの小坂誠が千葉マリンスタジアムでの対日本ハム20回戦で2盗塁を決めて、パ・リーグ新人シーズン最多盗塁の記録を更新する41盗塁となる[66]。
  - 近鉄は久保康生が今季限りで現役引退すると発表[67]。

### 9月
- 9月2日
  - ヤクルトの石井一久が横浜スタジアムでの対横浜23回戦に先発しノーヒットノーランを達成[68]。
- 9月6日
  - ロッテ対西武23回戦が千葉マリンスタジアムにて行われ、ロッテの小坂誠が盗塁を決め1952年に国鉄の佐藤孝夫が記録した新人シーズン最多盗塁に並ぶ45盗塁[69]。西武の伊東勤が四回表に犠打を決め、プロ通算250犠打を達成[70]。
- 9月7日
  - 横浜の佐々木主浩がいわきでの対阪神23回戦の9回表に登板して35セーブ目を挙げ、プロ通算200セーブポイントを達成[71]。
- 9月9日
  - 横浜の駒田徳広が東京ドームでの対巨人23回戦の4回表に8号本塁打を打ち、これがプロ野球通算7万号本塁打となる[72]。
- 9月13日
  - オリックスの星野伸之がグリーンスタジアム神戸での対西武23回戦に先発して9回3失点で完投勝ちし、プロ通算150勝を達成[73]。
- 9月16日
  - 巨人の宮本和知が球団に対し現役引退を申し入れ了承される[74]。
- 9月17日
  - オリックスの藤井康雄が東京ドームでの対日本ハム26回戦の1回表に16号本塁打を打ち、プロ通算200本塁打を達成[75]。
- 9月20日
  - 西武の伊東勤が西武球場での対ロッテ26回戦に出場し、延長十二回の守備で868連続守備機会無失策のプロ野球新記録[76]。
  - 近鉄の大石大二郎が今季限りでの現役引退を表明[77]。
- 9月26日
  - 巨人の広沢克己が東京ドームでの対中日24回戦でサイクル安打を達成[78]。
- 9月27日
  - 巨人の清原和博が東京ドームでの対中日25回戦の8回裏に29号2点本塁打を打ち、プロ通算1000打点を達成[79]。
- 9月28日 - ヤクルトが神宮球場での対阪神27回戦に16-1で勝利し、2年ぶりのセ・リーグ優勝決定[80]。
- 9月30日
  - 横浜の佐々木主浩が横浜スタジアムでの対巨人27回戦の8回裏途中から救援登板して、1シーズン最多セーブのプロ野球タイ記録となる37セーブ目を挙げる[81]。
  - 中日の川又米利が今季限りでの現役引退を表明[82]。

### 10月
- 10月1日
  - 近鉄が清川栄治に戦力外通告[83]。
- 10月3日
  - 西武対ダイエー24回戦が西武球場で行われ、西武が延長10回裏に鈴木健が18号サヨナラ本塁打を打って2-1で勝利し、西武がパ・リーグ優勝を決める[84]。
  - ヤクルトの古田敦也が広島市民球場での対広島24回戦の三回表に安打を打ちプロ通算1000安打を達成[85]。
  - 中日が新コーチとして前巨人投手コーチの宮田征典と契約を結んだと発表[86]。また、平沼定晴、内藤尚行、森広二、若林弘泰、小森哲也、神山一義、松井達徳、山野和明に戦力外通告[87]。
  - 阪神が猪俣隆、御子柴進、酒井光次郎、亀山努に戦力外通告。猪俣と亀山は他球団でのプレーを希望している。長島清幸は現役引退を申し入れて了承された[88]。
  - 日本ハムが金石昭人、長冨浩志、渡辺浩司に戦力外通告。金石と長冨は他球団でのプレーを希望している[89]。
- 10月4日
  - 西武の鹿取義隆と郭泰源が現役引退を発表[90]。
  - 阪神が中村良二、畑山俊二、古里泰隆、米村和樹、三笘義太郎に戦力外通告。三笘は任意引退選手となり、他の4選手は自由契約選手扱いとなる[91]。
- 10月5日
  - 横浜の佐々木主浩が横浜スタジアムでの対中日26回戦の八回表の途中から救援登板して38セーブ目を挙げ、シーズン最多セーブのプロ野球新記録[92]。
- 10月8日
  - 巨人の川相昌弘が神宮球場での対ヤクルト27回戦の一回表に安打を打ち、プロ通算1000安打を達成[93]。
  - 前近鉄の清川栄治が広島に移籍することを決定[94]。
  - ヤクルトが小橋正佳、川畑勇市、北原泰二、吉元伸二に戦力外通告[95]。
- 10月9日
  - 中日は小野和義の解雇[96]と二軍投手コーチに元阪急ブレーブス監督の梶本隆夫と前中日コーチの水谷啓昭スカウトが就任すると発表[97]。
- 10月10日
  - プロ野球ファーム日本選手権が沖縄県宜野湾市立野球場にて行われ、日本ハムが九回裏大貝恭史のサヨナラ本塁打でオリックスに1-0でサヨナラ勝ちし、初優勝[98]。
- 10月12日
  - パ・リーグが公式戦全日程を終了[99]。
  - オリックスの福良淳一が現役引退を表明[100]。
  - 西武の笘篠誠治が現役引退を表明[101]。
  - ロッテの仁村徹が現役引退を表明[102]。
- 10月13日
  - セ・リーグが公式戦全日程を終了[103]。
  - ダイエーが村田兆治投手コーチと水谷実雄打撃コーチの退団を発表[104]。
  - ロッテの榎康弘と巨人の小原沢重頼の交換トレードを両球団が発表[105]。
  - オリックスの渡部高史とロッテの五十嵐章人の交換トレードを両球団が発表[106]。
- 10月16日
  - オリックスがトロイ・ニールを解雇したと発表[107]。
  - ロッテの南渕時高・岸川登俊と中日の樋口一紀・小島弘務の2対2の交換トレードを両球団から発表[108]。
  - 西武がロバート・ウィッシュネフスキーに戦力外通告[109]。
- 10月17日
  - 阪神がダネル・コールズ、フィル・ハイアットの解雇を発表[110]。
  - 横浜がボストン・レッドソックスのホセ・マラベの獲得を発表[111]。
- 10月20日
  - 沢村賞の選考委員会が都内のホテルで開かれ、西武の西口文也を選出[112]。
- 10月21日
  - 横浜が宮里太、田辺学、葉室太郎に戦力外通告[113]。
  - 阪神がサンフランシスコ・ジャイアンツのデジ・ウィルソンの獲得を発表[114]。
- 10月23日
  - プロ野球ヤクルト対西武の日本シリーズの第5戦が神宮球場で行われ、ヤクルトが西武に3-0で勝利して西武を4勝1敗で下し、2年ぶり4度目の日本一達成[115]。
- 10月24日
  - 西武がブライアン・ギブンスに解雇通告[116]。
- 10月25日
  - プロ野球の最優秀選手、最優秀新人、ベストナインを決める記者投票の開票が行われ、最優秀選手にヤクルトの古田敦也、西武の西口文也、最優秀新人に広島の沢崎俊和、ロッテの小坂誠が選出される[117]。
- 10月28日
  - 正力松太郎賞の選考委員会が都内のホテルで開かれ、ヤクルトの古田敦也を選出[118]。
  - 巨人の桑田真澄と槙原寛己がともにFA宣言を行使した上で残留することを表明[119]。
  - ヤクルトが笘篠賢治に戦力外通告[120]。
  - オリックスの野田浩司と中嶋聡がともにFA宣言を行使[121]。
  - 近鉄が西村竜次に戦力外通告[122]。
- 10月30日
  - 日本ハムと西武は、西崎幸広と石井丈裕・奈良原浩の交換トレードが成立したと発表[123]。
- 10月31日
  - ヤクルトの吉井理人が大阪市内のホテルで球団と3度目の契約交渉を行い、3年契約を求めたのに対し球団は2年を提示。契約年数で折り合いがつかず、FA宣言[124]。

### 11月
- 11月1日
  - 日本ハムの田中幸雄がFA宣言を行使した上で残留することを表明[125]。
- 11月4日
  - 広島は秋季キャンプに参加していた前ヤクルトの笘篠賢治と契約。背番号は00[126]。
  - オリックスがFA宣言していた野田浩司と3年契約を結んで残留することで合意したと発表[127]。
- 11月5日
  - 中日の村田勝喜が現役引退を表明[128]。
- 11月7日
  - 阪神はシカゴ・カブスのデーブ・ハンセンと契約したと発表。2年契約、契約金・年俸合わせて80万ドル[129]。
- 11月21日
  - ドラフト会議が新高輪プリンスホテルにて行われ、平安高校の川口知哉は4球団の競合の末、オリックスが交渉権を獲得[130]。
- 11月29日
  - ロッテが中日の椎木匠を無償トレードで獲得したと発表[131]。

### 12月
- 12月1日
  - 横浜の盛田幸希と近鉄の中根仁の交換トレードを両球団から発表[132]。
- 12月2日
  - ダイエーが前広島のルイス・ロペスの入団を発表[133]。
- 12月5日
  - 巨人の阿波野秀幸と横浜の永池恭男の交換トレードを両球団から発表[134]。
  - ヤクルトが前西武の渡辺久信の入団を発表。背番号は21[135]。
  - 阪神がサンフランシスコ・ジャイアンツのダグ・クリークと契約したと発表[136]。
- 12月9日
  - 西武が前ヤクルトのテリー・ブロスの獲得を発表[137]。
- 12月18日
  - 広島がコロラド・ロッキーズのネイサン・ミンチーと契約を結んだと発表[138]。
  - ダイエーがボルチモア・オリオールズのブライアン・ウィリアムズの入団を発表[139]。
- 12月25日
  - オリックスからFA宣言していた中嶋聡が西武への入団が決定したと発表[140]。
- 12月26日
  - 巨人がトロント・ブルージェイズのマリアーノ・ダンカンの獲得を発表。背番号は26[141]。

## 競技結果
| 順位 | 球団               | 勝 | 敗 | 分 | 勝率 | 差   |
| 1位  | ヤクルトスワローズ | 83 | 52 | 2  | .615 | 優勝 |
| 2位  | 横浜ベイスターズ   | 72 | 63 | 0  | .533 | 11.0 |
| 3位  | 広島東洋カープ     | 66 | 69 | 0  | .489 | 17.0 |
| 4位  | 読売ジャイアンツ   | 63 | 72 | 0  | .467 | 20.0 |
| 5位  | 阪神タイガース     | 62 | 73 | 1  | .459 | 21.0 |
| 6位  | 中日ドラゴンズ     | 59 | 76 | 1  | .437 | 24.0 |

| 順位 | 球団                       | 勝 | 敗 | 分 | 勝率 | 差   |
| 1位  | 西武ライオンズ             | 76 | 56 | 3  | .576 | 優勝 |
| 2位  | オリックス・ブルーウェーブ | 71 | 61 | 3  | .538 | 5.0  |
| 3位  | 近鉄バファローズ           | 68 | 63 | 4  | .519 | 7.5  |
| 4位  | 日本ハムファイターズ       | 63 | 71 | 1  | .470 | 14.0 |
| 4位  | 福岡ダイエーホークス       | 63 | 71 | 1  | .470 | 14.0 |
| 6位  | 千葉ロッテマリーンズ       | 57 | 76 | 2  | .429 | 19.5 |

### 日本シリーズ
| 日付                                     | 試合   | ビジター球団（先攻） | スコア | ホーム球団（後攻） | 開催球場           |
| ---------------------------------------- | ------ | -------------------- | ------ | ------------------ | ------------------ |
| 10月18日（土）                           | 第1戦  | ヤクルトスワローズ   | 1 - 0  | 西武ライオンズ     | 西武ライオンズ球場 |
| 10月19日（日）                           | 第2戦  | ヤクルトスワローズ   | 5 - 6x | 西武ライオンズ     | 西武ライオンズ球場 |
| 10月20日（月）                           | 移動日 | 移動日               | 移動日 | 移動日             | 移動日             |
| 10月21日（火）                           | 第3戦  | 西武ライオンズ       | 3 - 5  | ヤクルトスワローズ | 明治神宮野球場     |
| 10月22日（水）                           | 第4戦  | 西武ライオンズ       | 1 - 7  | ヤクルトスワローズ | 明治神宮野球場     |
| 10月23日（木）                           | 第5戦  | 西武ライオンズ       | 0 - 3  | ヤクルトスワローズ | 明治神宮野球場     |
| 優勝：ヤクルトスワローズ（2年ぶり4回目） |        |                      |        |                    |                    |

### 個人タイトル
|                                               | セントラル・リーグ | セントラル・リーグ | セントラル・リーグ | パシフィック・リーグ | パシフィック・リーグ | パシフィック・リーグ |
| タイトル                                      | 選手               | 球団               | 成績               | 選手                 | 球団                 | 成績                 |
| --------------------------------------------- | ------------------ | ------------------ | ------------------ | -------------------- | -------------------- | -------------------- |
| 最優秀選手                                    | 古田敦也           | ヤクルト           |                    | 西口文也             | 西武                 |                      |
| 最優秀新人                                    | 澤崎俊和           | 広島               |                    | 小坂誠               | ロッテ               |                      |
| 首位打者                                      | 鈴木尚典           | 横浜               | .335               | イチロー             | オリックス           | .345                 |
| 本塁打王                                      | D.ホージー         | ヤクルト           | 38本               | N.ウィルソン         | 日本ハム             | 37本                 |
| 打点王                                        | L.ロペス           | 広島               | 112点              | 小久保裕紀           | ダイエー             | 114点                |
| 最多安打                                      | L.ロペス           | 広島               | 170本              | イチロー             | オリックス           | 185本                |
| 盗塁王                                        | 緒方孝市           | 広島               | 49個               | 松井稼頭央           | 西武                 | 62個                 |
| 最高出塁率                                    | R.ローズ           | 横浜               | .444               | 鈴木健               | 西武                 | .431                 |
| 最優秀防御率                                  | 大野豊             | 広島               | 2.85               | 小宮山悟             | ロッテ               | 2.49                 |
| 最多勝利                                      | 山本昌             | 中日               | 18勝               | 西口文也             | 西武                 | 15勝                 |
| 最多勝利                                      | 山本昌             | 中日               | 18勝               | 小池秀郎             | 近鉄                 | 15勝                 |
| 最多奪三振                                    | 山本昌             | 中日               | 159個              | 西口文也             | 西武                 | 192個                |
| 最高勝率                                      | 三浦大輔           | 横浜               | .769               | 西口文也             | 西武                 | .750                 |
| 最優秀救援投手                                | 佐々木主浩         | 横浜               | 41SP               | 赤堀元之             | 近鉄                 | 33SP                 |
| 最優秀中継ぎ投手（セ） 最多ホールド投手（パ） | 島田直也           | 横浜               | 24.75RP            | 橋本武広             | 西武                 | 21H                  |

### ベストナイン
|          | セントラル・リーグ | セントラル・リーグ | パシフィック・リーグ | パシフィック・リーグ |
| 守備位置 | 選手               | 球団               | 選手                 | 球団                 |
| -------- | ------------------ | ------------------ | -------------------- | -------------------- |
| 投手     | 山本昌             | 中日               | 西口文也             | 西武                 |
| 捕手     | 古田敦也           | ヤクルト           | 伊東勤               | 西武                 |
| 一塁手   | L.ロペス           | 広島               | P.クラーク           | 近鉄                 |
| 二塁手   | R.ローズ           | 横浜               | 小久保裕紀           | ダイエー             |
| 三塁手   | L.ゴメス           | 中日               | 鈴木健               | 西武                 |
| 遊撃手   | 石井琢朗           | 横浜               | 松井稼頭央           | 西武                 |
| 外野手   | 松井秀喜           | 巨人               | イチロー             | オリックス           |
| 外野手   | 鈴木尚典           | 横浜               | T.ローズ             | 近鉄                 |
| 外野手   | D.ホージー         | ヤクルト           | 佐々木誠             | 西武                 |
| 指名打者 |                    |                    | D.マルティネス       | 西武                 |

## 誕生
1997年の野球を参照

## 死去
1997年の野球を参照